# Cratere Erlanger
Erlanger è un cratere lunare di 10,94 km situato nella parte nord-orientale della faccia visibile della Luna.